# Chaker Khazaal
 (juin 2020).
L'article doit être relu — et modifié si nécessaire — par des contributeurs indépendants pour apporter un regard critique aux contributions effectuées en violation des conditions d'utilisation de Wikipédia, tant sur la forme (notamment concernant le style encyclopédique, la proportionnalité) que sur le fond (la neutralité de point de vue, la qualité et l'indépendance des sources).
Œuvres principales
Confessions of a War Child, Confessions of a War Child (Lia)
Chaker Khazaal (arabe : شاكر خزعل) est né au Liban le 28 septembre 1987. Chaker est un écrivain palestino-canadien et un conférencier sur les médias sociaux, les réfugiés et l’aide internationale. Il figure parmi les Arabes les plus influents dans les médias sociaux, et il est le plus jeune au palmarès. Il est connu pour sa trilogie primée, Confessions of a War Child, parue pour la première fois le 17 mars 2013. Il a publié le second volet de la trilogie, sous-titré Lia, le 20 avril 2014.

## Vie privée
Chaker est le fils aîné du cinéaste palestinien Mahmoud Khazaal et de l’activiste sociopolitique Olfat Mahmoud; il a trois frères : Fayez, Hadi, et Hani. Son grand-père paternel et ses grands-parents maternels ont été déplacés de Palestine en 1948 à la suite de l'exode palestinien et sont devenus des réfugiés au Liban. Sa grand-mère paternelle est une Libanaise du Sud du Liban. Chaker a grandi dans le camp de réfugiés palestiniens de Burj El Barajneh au sud de Beyrouth. Chaker est venu à Toronto en 2005 pour commencer ses études de premier cycle à l’Université York.
Chaker a le Trouble du déficit de l'attention avec ou sans hyperactivité dont il a parlé comme de quelque chose qui l’a rendu plus fort plutôt que de compromettre son travail. Il a dit qu’il est un nocturne, et préfère écrire et travailler la nuit. Dans une entrevue à l’émission 20 to 30'', Chaker a indiqué qu’il ne dort jamais pendant de longues durées, mais qu’il préfère faire des sommes réguliers le jour et la nuit.

## Carrière

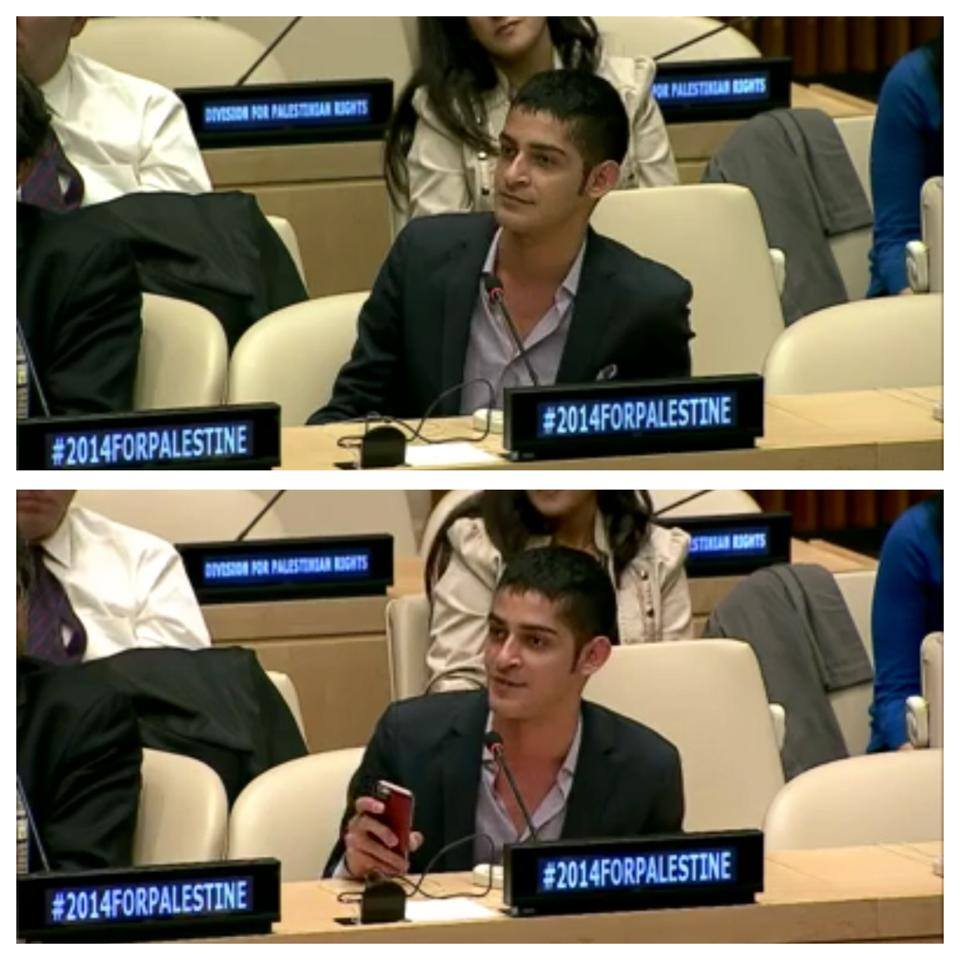
Chaker at the United Nations in New York

Chaker a joué dans de nombreuses pièces locales à Beyrouth, et à l’âge de 13 ans, il a été la vedette du film palestinien Sugar of Jaffa. Quand il avait 17 ans, Chaker a reçu le prestigieux prix Global Leader of Tomorrow de l’Université York de Toronto pour l’excellence de ses aptitudes aux études et au leadership afin d’étudier la production de films et le développement international. Pendant ses quatre ans à l’Université York à Toronto, il a travaillé comme ambassadeur étudiant en faisant faire des visites guidées du campus aux invités et aux futurs étudiants.
Après avoir terminé ses études en 2009, il a travaillé pour Nations United, plateforme canadienne pour des organismes humanitaires, où il a excellé dans des conférences pour les réfugiés dans le monde entier. Chaker était le créateur et le co-animateur de Faces of Transformation, émission de téléréalité sur le Web de Nations United,. L’émission a duré six mois en 2011; elle a connu du succès quand l’un des finalistes a lancé le projet Qureshi Farm en Inde qui a fourni des emplois aux gens du District de Fatehpur
Chaker a parlé de l’aide internationale et de la durabilité dans de nombreux pays comme l’Ukraine, le Liban, la Syrie, l’Égypte, le Canada, les États-Unis d’Amérique, etc.
Il a démissionné de Nations United en mars 2013 pour devenir un conférencier indépendant et se consacrer à sa carrière d’écrivain.
Chaker plaide pour que les réfugiés palestiniens immigrent vers des pays où il y a des possibilités. Ses points de vue ont été favorablement accueillis par nombre de réfugiés et par des personnalités palestiniennes comme Rula Jebreal. Mais ils ont suscité de l’opposition parmi les défenseurs du droit au retour. En 2014, Chaker a appuyé les manifestations de jeunes Palestiniens du Liban qui demandaient des visas pour aller travailler hors de leurs camps de réfugiés du Liban où les réfugiés n’ont pas le droit d’occuper un emploi.
Il a aidé des réfugiés palestiniens à obtenir, par Internet, un emploi à distance en marketing, conception Web et graphisme. Son équipe de réfugiés a travaillé au marketing du film palestinien Omar mis en nomination aux Oscars dans la catégorie du meilleur film étranger. Chaker a également donné des conférences sur l’importance de l’aide durable sous forme d’emplois pour les réfugiés syriens.
En 2013, l'homme d'affaires Baldev Duggal a nommé Chaker porte-parole pour les médias sociaux de ses entreprises mondiales, dont la Duggal GreenHouse qui a organisé des événements et des défilés de mode pour Alexander Wang, Christian Dior, Nike, Lady Gaga, Charity: Water, etc, Dans une entrevue à la revue Al Jaras Magazine Chaker a dit que Baldev Duggal est un mentor influent dans sa vie.
Chaker s’est principalement consacré à sa carrière d’écrivain depuis le lancement de son premier roman, Confessions of a War Child (Part One). Il est devenu une personnalité populaire et influente sur les médias sociaux, et nombre de gens considèrent qu’il est une voix pour les réfugiés et les jeunes écrivains du monde entier. En 2013, Chaker figurait parmi les 200 Arabes les plus influents sur les médias sociaux. En 2014, Chaker figurait parmi les 10 personnes les plus influentes sur les médias sociaux au Liban, il se classait 76e au Moyen-Orient et en Afrique du Nord.
En juillet 2014, en plein conflit Israël-Gaza, Medium Magazine, plateforme de publication fondée par les cofondateurs de Twitter, Evan Williams et Biz Stone, a fait appel à Chaker pour écrire un hommage pour une page de leur site Web qui dresse la liste de toutes les victimes du conflit, dans les deux camps, avec de l’information les concernant qui va au-delà de ce que l’on trouve dans les nouvelles.

## Livres
Chaker a commencé sa carrière d’écrivain en 2013 avec Confessions of a War Child, trilogie romantique à suspense de fiction inspirée par des histoires vraies d’enfants de la guerre du monde entier. Les trois livres sont racontés par des personnes mortes, et l’action se déroule à Kabar et Saghar, deux villes imaginaires sans le désert arabe. Certains événements ont lieu en France, en Italie et dans une île dont le nom n’est pas précisé. Chaque récit du roman a son propre thème et son intrigue indépendante, toutefois la plupart des personnages se retrouvent d’une partie à l’autre. Chaker n’a jamais confirmé quels récits de Confessions of a War Child constituent son propre vécu, laissant les lecteurs se demander ce qui fait partie de la fiction et ce qui n’en fait pas partie. Dans une entrevue avec Ahmed Shihab ElDin, Chaker a confirmé qu’il ne croit pas à la fiction, en disant « derrière chaque fiction il y a une réalité ». Chaker a écrit la trilogie seulement pendant la nuit, en vivant les événements du livre comme s’ils étaient réels. Des sources proches ont confirmé que chaque fois qu’il terminait une partie, quitter les personnages et l’écriture le déprimait. Dans une entrevue à l’émission 20 to 30, Chaker a dit qu’il « était véritablement tombé amoureux de l’un des personnages, et qu’il avait eu le sentiment d’une rupture après avoir terminé d’écrire ».

### Confessions of a War Child (Part One)

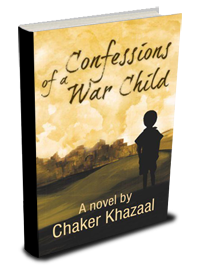
Confessions of a War Child (Part One)

Chaker a commencé d’écrire Confessions of a War Child (Part One) en juillet 2012 et a publié le livre en mars 2013. Le lancement du roman a eu lieu à la Société de Lecture de Genève. La première histoire du roman est racontée par un homme de la ville imaginaire de Saghar qui a été tué lors de son mariage avec une Française, Camilia. Le jeune marié décédé raconte la conspiration qui a conduit à son meurtre, qui a par la suite causé le déclenchement de la guerre entre Kabar et Saghar. Il met l’accent sur son amour éternel et inconditionnel envers sa Camilia qu’il contemple depuis le Monde du Mort. Pendant ce temps Camilia garde pour elle un secret qui tombe entre les mains d’un réfugié de 24 ans. On dit que le personnage de Nader est à l’image de Chaker lui-même et que chaque personnage est à l’image de quelqu’un qu’il connaît. Alors que Nader détient sans le savoir l’une des clés du grand secret de Camilia, il est à sa recherche dans l’île imaginaire et rencontre divers personnages auxquels il parle de son passé. Lia, une policière en civil qui devient un personnage central de la deuxième histoire de la trilogie, fait partie des personnes qu’il rencontre.

### Confessions of a War Child (Lia)

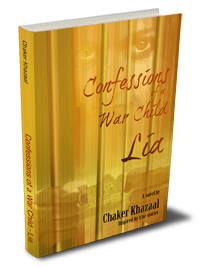
Confessions of a War Child (Lia)

Inspiré par les tragiques événements de Syrie et par son travail auprès des réfugiés, Chaker a publié le 20 avril 2014 le second volet de la trilogie. Confessions of a War Child (Lia) a été présenté sur plusieurs plateformes médias comme le Huffington Post et le HuffPost Live, dont l’animateur est Ahmed Shihab-Eldin. Le roman a été publié par La Rayan Publishing, compagnie appartenant à Laila Maiden, une femme d’affaires libano-canadienne. Un résumé du livre est affiché sur le site Web de Chaker : après avoir mis fin à ses jours, l’impitoyable président de Kabar observe depuis le Monde du Mort le chaos suscité par sa dernière vengeance envers son peuple. Une lettre donnée à son ancienne prisonnière, sa bien-aimée Lia, constitue le dernier espoir de survie de sa nation. L’attaque chimique dévastatrice qu’il a cruellement planifiée contre son propre peuple aura-t-elle lieu, ou bien sera-t-il sauvé à la dernière minute ?
Mike Finnerty de CBC Radio One a déclaré que « Chaker Khazaal écrit avec une exquise simplicité, des fables qui saisissent parfaitement cette période de changement rapide dans le Monde arabe et en Occident. Confessions of a War Child – Lia se lit d’un trait, c’est un livre à la fois violent et beau dans lequel l’amour remporte quelques nettes victoires, mais grand Dieu, c’est un rude combat ».

### Confessions of a War Child (Sahara)
En mai 2014, Chaker a annoncé sur son compte Twitter officiel que la troisième partie de Confessions of a War Child est sous-titrée Sahara. Il écrit actuellement le dernier volet de la trilogie dont la parution est prévue en 2015.

## Prix

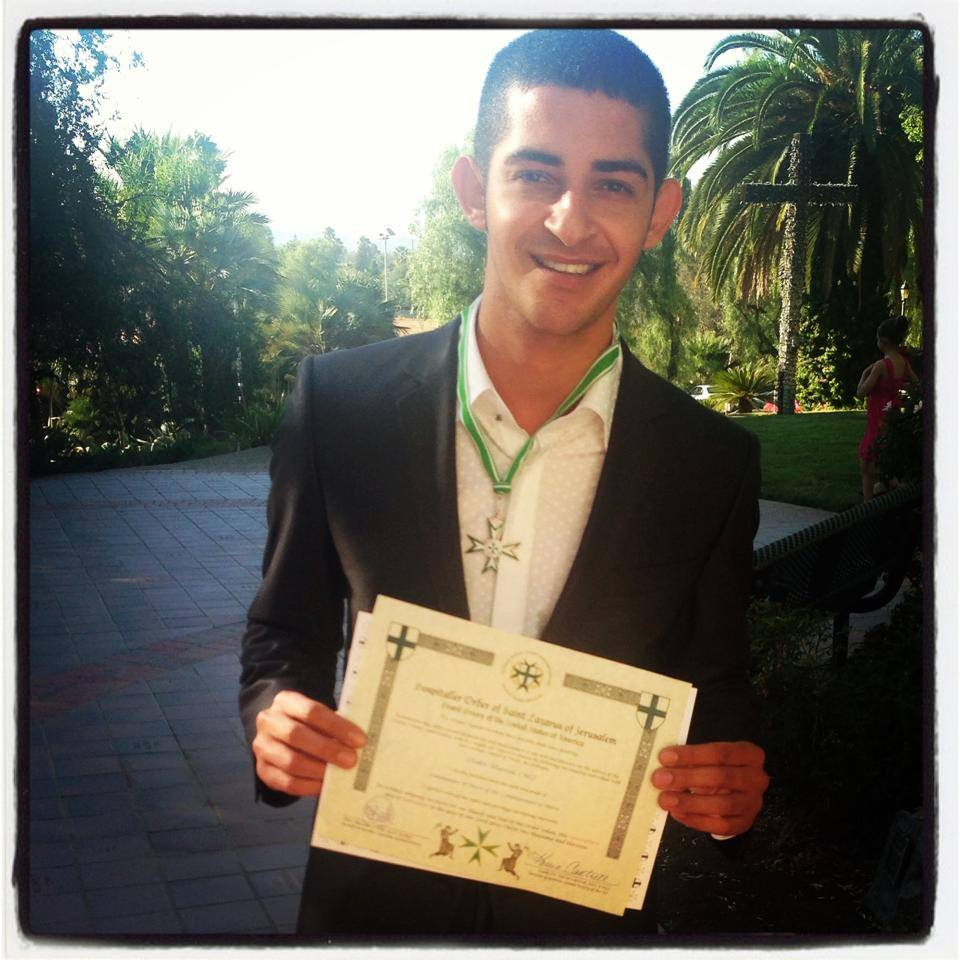
Chaker Khazaal accepting the Saint Lazarus Award

Chaker Khazaal acceptant le Prix de l’Ordre de Saint-Lazare
Prix Global Leader of Tomorrow Award de l’Université York : décerné à quatre candidats par an, Chaker a été sélectionné pour ce prix en 2005-2009 et a gagné 42 000 $ pour ses études.
Prix de l’Innovation de l’Ordre de Saint-Lazare. L’ambassadrice et princesse Karen Cantrell a proposé la candidature de Chaker Khazaal à ce prix qu’il a gagné en Californie en septembre 2013 pour son roman Confessions of a War Child (Part One). Il a accepté le prix en soulignant dans un message l’importance des médias sociaux pour rassembler les nations.